# Christine Blundell
Christine Blundell (* Oktober 1961 in London, England) ist eine britische Maskenbildnerin.

## Leben
Blundell begann ihre Karriere im Filmstab 1990 mit der Filmkomödie Life is Sweet von Regisseur Mike Leigh. Nach einigen weiteren britischen Filmproduktionen wurde sie 1996 für Leighs Filmbiografie Topsy-Turvy – Auf den Kopf gestellt zusammen mit Trefor Proud mit dem Oscar in der Kategorie Bestes Make-up und beste Frisuren ausgezeichnet. Auch bei den im selben Jahr abgehaltenen BAFTA Film Awards erhielt sie die Auszeichnung in der Kategorie Beste Maske. Zwischen 2005 und 2015 erfolgten drei weitere Nominierungen für den BAFTA Film Award, diese konnte sie jedoch nicht gewinnen. Blundell arbeitete in der Folge an einer Reihe von großen Spielfilmproduktionen, darunter James Bond 007: Casino Royale, Sherlock Holmes, Paddington und Wonder Woman.
Neben ihren Filmengagements betreibt Blundell eine Make-up-Akademie in London.

## Filmografie (Auswahl)
- 1990: Life is Sweet
- 1996: Lügen und Geheimnisse (Secrets & Lies)
- 1997: Ganz oder gar nicht (The Full Monty)
- 1999: Topsy-Turvy – Auf den Kopf gestellt (Topsy-Turvy)
- 2004: In 80 Tagen um die Welt (Around the World in 80 Days)
- 2006: James Bond 007: Casino Royale (Casino Royale)
- 2009: Sherlock Holmes
- 2011: Sherlock Holmes: Spiel im Schatten (Sherlock Holmes: A Game of Shadows)
- 2013: Das hält kein Jahr…! (I Give It a Year)
- 2014: Kingsman: The Secret Service
- 2014: Paddington
- 2017: Paddington 2
- 2017: Wonder Woman
- 2019: Aladdin

## Auszeichnungen (Auswahl)
- 2000: Oscar in der Kategorie Bestes Make-up und beste Frisuren für Topsy-Turvy – Auf den Kopf gestellt
- 2000: BAFTA Film Award in der Kategorie Beste Maske für Topsy-Turvy – Auf den Kopf gestellt
- 2005: BAFTA-Film-Award-Nominierung in der Kategorie Beste Maske für Vera Drake
- 2005: BAFTA-Film-Award-Nominierung in der Kategorie Beste Maske für Wenn Träume fliegen lernen
- 2015: BAFTA-Film-Award-Nominierung in der Kategorie Beste Maske für Mr. Turner – Meister des Lichts